# Nanakuli
Nanakuli és una concentració de població designada pel cens dels Estats Units a l'estat de Hawaii. Segons el cens del 2000 tenia 10.814 habitants.

## Demografia
Segons el cens del 2000, Nanakuli tenia 10.814 habitants, 2.324 habitatges, i 2.097 famílies La densitat de població era de 1655,45 habitants per km².
Dels 2.324 habitatges en un 46,0% hi vivien nens de menys de 18 anys, en un 58,8% hi vivien parelles casades, en un 22,3% dones solteres, i en un 9,8% no eren unitats familiars. En el 6,7% dels habitatges hi vivien persones soles el 2,0% de les quals corresponia a persones de 65 anys o més que vivien soles. El nombre mitjà de persones vivint en cada habitatge era de 4,65 i el nombre mitjà de persones que vivien en cada família era de 4,74.
Per edats la població es repartia de la següent manera: un 35,8% tenia menys de 18 anys, un 11,4% entre 18 i 24, un 27,4% entre 25 i 44, un 18,5% de 45 a 64 i un 6,9% 65 anys o més.
L'edat mediana era de 27,2 anys. Per cada 100 dones hi havia 99,01 homes. Per cada 100 dones de 18 o més anys hi havia 92,81 homes.
La renda mediana per habitatge era de 45.352 $ i la renda mediana per família de 45.677 $. Els homes tenien una renda mediana de 30.722 $ mentre que les dones 24.731 $. La renda per capita de la població era d'11.690 $. Aproximadament el 19,2% de les famílies i el 21,3% de la població estaven per davall del llindar de pobresa.

## Poblacions més properes
El següent diagrama mostra les poblacions més properes.